# Pachycnemia anomalata
Pachycnemia anomalata är en fjärilsart som beskrevs av Adrian Hardy Haworth 1812. Pachycnemia anomalata ingår i släktet Pachycnemia och familjen mätare. Inga underarter finns listade i Catalogue of Life.